# Códigos dos países (B)
- A
- B
- C
- D–E
- F
- G
- H–I
- J–K
- L
- M
- N
- O–Q
- R
- S
- T
- U–Z

## Bahamas
| ISO 3166-1 numérico 044         | ISO 3166-1 alfa-3 BHS    | ISO 3166-1 alfa-2 BS              | ICAO cod aeroporto prefixo(s) MY  |
| E.164 cód tel(s) +1 242         | COI cód país —           | TLD cod país .bs                  | ICAO aeronave regis. prefixo(s) — |
| E.212 Mobile código país(s) 364 | OTAN Cód três-letras —   | OTAN Cód duas-letras (obsoleto) — | LOC MARC código(s) BF             |
| ITU Marítima ID (s) —           | ITU código de letras BAH | FIPS código de país(es) BF        | Licença código chapa BS           |
| GS1 GTIN prefixo(s) —           | UNDP códigos de país BHA | WMO códigos de país BA            | ITU prefixos indicativo C6A-C6Z   |

## Barém
| ISO 3166-1 numérico 048         | ISO 3166-1 alfa-3 BHR    | ISO 3166-1 alfa-2 BH              | ICAO cod aeroporto prefixo(s) OB  |
| E.164 cód tel(s) +973           | COI cód país —           | TLD cod país .bh                  | ICAO aeronave regis. prefixo(s) — |
| E.212 Mobile código país(s) 426 | OTAN Cód três-letras —   | OTAN Cód duas-letras (obsoleto) — | LOC MARC código(s) BA             |
| ITU Marítima ID (s) —           | ITU código de letras BHR | FIPS código de país(es) BA        | Licença código chapa BRN          |
| GS1 GTIN prefixo(s) 608         | UNDP códigos de país BAH | WMO códigos de país BN            | ITU prefixos indicativo A9A-A9Z   |

## Bangladesh
| ISO 3166-1 numérico 050         | ISO 3166-1 alfa-3 BGD    | ISO 3166-1 alfa-2 BD              | ICAO cod aeroporto prefixo(s) VG  |
| E.164 cód tel(s) +880           | COI cód país —           | TLD cod país .bd                  | ICAO aeronave regis. prefixo(s) — |
| E.212 Mobile código país(s) 470 | OTAN Cód três-letras —   | OTAN Cód duas-letras (obsoleto) — | LOC MARC código(s) BG             |
| ITU Marítima ID (s) —           | ITU código de letras BGD | FIPS código de país(es) BG        | Licença código chapa BD           |
| GS1 GTIN prefixo(s) —           | UNDP códigos de país BGD | WMO códigos de país BW            | ITU prefixos indicativo S2A-S3Z   |

## Barbados
| ISO 3166-1 numérico 052         | ISO 3166-1 alfa-3 BRB    | ISO 3166-1 alfa-2 BB              | ICAO cod aeroporto prefixo(s) TB  |
| E.164 cód tel(s) +1 246         | COI cód país —           | TLD cod país .bb                  | ICAO aeronave regis. prefixo(s) — |
| E.212 Mobile código país(s) 342 | OTAN Cód três-letras —   | OTAN Cód duas-letras (obsoleto) — | LOC MARC código(s) BB             |
| ITU Marítima ID (s) —           | ITU código de letras BRB | FIPS código de país(es) BB        | Licença código chapa BDS          |
| GS1 GTIN prefixo(s) —           | UNDP códigos de país BAR | WMO códigos de país BR            | ITU prefixos indicativo 8PA-8PZ   |

## Bélgica
| ISO 3166-1 numérico 056         | ISO 3166-1 alfa-3 BEL    | ISO 3166-1 alfa-2 BE              | ICAO cod aeroporto prefixo(s) EB  |
| E.164 cód tel(s) +32            | COI cód país —           | TLD cod país .be                  | ICAO aeronave regis. prefixo(s) — |
| E.212 Mobile código país(s) 206 | OTAN Cód três-letras —   | OTAN Cód duas-letras (obsoleto) — | LOC MARC código(s) BE             |
| ITU Marítima ID (s) —           | ITU código de letras BEL | FIPS código de país(es) BE        | Licença código chapa B            |
| GS1 GTIN prefixo(s) 540-549     | UNDP códigos de país BEL | WMO códigos de país BX            | ITU prefixos indicativo ONA-OTZ   |

## Belize
| ISO 3166-1 numérico 084         | ISO 3166-1 alfa-3 BLZ    | ISO 3166-1 alfa-2 BZ              | ICAO cod aeroporto prefixo(s) MZ  |
| E.164 cód tel(s) +501           | COI cód país —           | TLD cod país .bz                  | ICAO aeronave regis. prefixo(s) — |
| E.212 Mobile código país(s) 702 | OTAN Cód três-letras —   | OTAN Cód duas-letras (obsoleto) — | LOC MARC código(s) BH             |
| ITU Marítima ID (s) —           | ITU código de letras BLZ | FIPS código de país(es) BH        | Licença código chapa BZ           |
| GS1 GTIN prefixo(s) —           | UNDP códigos de país BZE | WMO códigos de país BH            | ITU prefixos indicativo V3A-V3Z   |

## Benim
| ISO 3166-1 numérico 204         | ISO 3166-1 alfa-3 BEN    | ISO 3166-1 alfa-2 BJ              | ICAO cod aeroporto prefixo(s) DB  |
| E.164 cód tel(s) +229           | COI cód país —           | TLD cod país .bj                  | ICAO aeronave regis. prefixo(s) — |
| E.212 Mobile código país(s) 616 | OTAN Cód três-letras —   | OTAN Cód duas-letras (obsoleto) — | LOC MARC código(s) DM             |
| ITU Marítima ID (s) —           | ITU código de letras BEN | FIPS código de país(es) BN        | Licença código chapa DY           |
| GS1 GTIN prefixo(s) —           | UNDP códigos de país BEN | WMO códigos de país BJ            | ITU prefixos indicativo TYA-TYZ   |

## Bermuda
| ISO 3166-1 numérico 060         | ISO 3166-1 alfa-3 BMU    | ISO 3166-1 alfa-2 BM              | ICAO cod aeroporto prefixo(s) TX  |
| E.164 cód tel(s) +1 441         | COI cód país —           | TLD cod país .bm                  | ICAO aeronave regis. prefixo(s) — |
| E.212 Mobile código país(s) 350 | OTAN Cód três-letras —   | OTAN Cód duas-letras (obsoleto) — | LOC MARC código(s) BM             |
| ITU Marítima ID (s) —           | ITU código de letras BER | FIPS código de país(es) BD        | Licença código chapa —            |
| GS1 GTIN prefixo(s) —           | UNDP códigos de país BER | WMO códigos de país BE            | ITU prefixos indicativo —         |

## Bielorrússia
| ISO 3166-1 numérico 112         | ISO 3166-1 alfa-3 BLR    | ISO 3166-1 alfa-2 BY              | ICAO cod aeroporto prefixo(s) UM  |
| E.164 cód tel(s) +375           | COI cód país —           | TLD cod país .by                  | ICAO aeronave regis. prefixo(s) — |
| E.212 Mobile código país(s) 257 | OTAN Cód três-letras —   | OTAN Cód duas-letras (obsoleto) — | LOC MARC código(s) BW             |
| ITU Marítima ID (s) —           | ITU código de letras BLR | FIPS código de país(es) BO        | Licença código chapa BY           |
| GS1 GTIN prefixo(s) 481         | UNDP códigos de país BYE | WMO códigos de país BY            | ITU prefixos indicativo EUA-EWZ   |

## Bolívia
| ISO 3166-1 numérico 068         | ISO 3166-1 alfa-3 BOL    | ISO 3166-1 alfa-2 BO              | ICAO cod aeroporto prefixo(s) SL  |
| E.164 cód tel(s) +591           | COI cód país —           | TLD cod país .bo                  | ICAO aeronave regis. prefixo(s) — |
| E.212 Mobile código país(s) 736 | OTAN Cód três-letras —   | OTAN Cód duas-letras (obsoleto) — | LOC MARC código(s) BO             |
| ITU Marítima ID (s) —           | ITU código de letras BOL | FIPS código de país(es) BL        | Licença código chapa BOL          |
| GS1 GTIN prefixo(s) 777         | UNDP códigos de país BOL | WMO códigos de país BO            | ITU prefixos indicativo CPA-CPZ   |

## Bósnia e Herzegovina
| ISO 3166-1 numérico 070         | ISO 3166-1 alfa-3 BIH    | ISO 3166-1 alfa-2 BA              | ICAO cod aeroporto prefixo(s) LQ  |
| E.164 cód tel(s) +387           | COI cód país —           | TLD cod país .ba                  | ICAO aeronave regis. prefixo(s) — |
| E.212 Mobile código país(s) 218 | OTAN Cód três-letras —   | OTAN Cód duas-letras (obsoleto) — | LOC MARC código(s) BN             |
| ITU Marítima ID (s) —           | ITU código de letras BIH | FIPS código de país(es) BK        | Licença código chapa BIH          |
| GS1 GTIN prefixo(s) 387         | UNDP códigos de país BIH | WMO códigos de país BG            | ITU prefixos indicativo E7A-E7Z   |

## Botswana
| ISO 3166-1 numérico 072         | ISO 3166-1 alfa-3 BWA    | ISO 3166-1 alfa-2 BW              | ICAO cod aeroporto prefixo(s) FB         |
| E.164 cód tel(s) +267           | COI cód país —           | TLD cod país .bw                  | ICAO aeronave regis. prefixo(s) —        |
| E.212 Mobile código país(s) 652 | OTAN Cód três-letras —   | OTAN Cód duas-letras (obsoleto) — | LOC MARC código(s) BS                    |
| ITU Marítima ID (s) —           | ITU código de letras BOT | FIPS código de país(es) BC        | Licença código chapa RB                  |
| GS1 GTIN prefixo(s) —           | UNDP códigos de país BOT | WMO códigos de país BC            | ITU prefixos indicativo 8OA-8OZ, A2A-A2Z |

## Ilha Bouvet
| ISO 3166-1 numérico 074         | ISO 3166-1 alfa-3 BVT    | ISO 3166-1 alfa-2 BV              | ICAO cod aeroporto prefixo(s) —   |
| E.164 cód tel(s) —              | COI cód país —           | TLD cod país .bv                  | ICAO aeronave regis. prefixo(s) — |
| E.212 Mobile código país(s) 242 | OTAN Cód três-letras —   | OTAN Cód duas-letras (obsoleto) — | LOC MARC código(s) BV             |
| ITU Marítima ID (s) —           | ITU código de letras BVT | FIPS código de país(es) BV        | Licença código chapa —            |
| GS1 GTIN prefixo(s) —           | UNDP códigos de país —   | WMO códigos de país BV            | ITU prefixos indicativo —         |

## Brasil
| ISO 3166-1 numérico 076         | ISO 3166-1 alfa-3 BRA    | ISO 3166-1 alfa-2 BR              | ICAO cod aeroporto prefixo(s) SB, SD, SN, SS, SW |
| E.164 cód tel(s) +55            | COI cód país —           | TLD cod país .br                  | ICAO aeronave regis. prefixo(s) —                |
| E.212 Mobile código país(s) 724 | OTAN Cód três-letras —   | OTAN Cód duas-letras (obsoleto) — | LOC MARC código(s) BL                            |
| ITU Marítima ID (s) —           | ITU código de letras B   | FIPS código de país(es) BR        | Licença código chapa BR                          |
| GS1 GTIN prefixo(s) 789-790     | UNDP códigos de país BRA | WMO códigos de país BZ            | ITU prefixos indicativo PPA-PYZ, ZVA-ZZZ         |

## Território Britânico do Oceano Índico
| ISO 3166-1 numérico 086       | ISO 3166-1 alfa-3 IOT    | ISO 3166-1 alfa-2 IO              | ICAO cod aeroporto prefixo(s) FJ  |
| E.164 cód tel(s) +246         | COI cód país —           | TLD cod país .io                  | ICAO aeronave regis. prefixo(s) — |
| E.212 Mobile código país(s) — | OTAN Cód três-letras —   | OTAN Cód duas-letras (obsoleto) — | LOC MARC código(s) BI             |
| ITU Marítima ID (s) —         | ITU código de letras BIO | FIPS código de país(es) IO        | Licença código chapa —            |
| GS1 GTIN prefixo(s) —         | UNDP códigos de país —   | WMO códigos de país BT            | ITU prefixos indicativo —         |

## Brunei Darussalam
| ISO 3166-1 numérico 096         | ISO 3166-1 alfa-3 BRN    | ISO 3166-1 alfa-2 BN              | ICAO cod aeroporto prefixo(s) WB  |
| E.164 cód tel(s) +673           | COI cód país —           | TLD cod país .bn                  | ICAO aeronave regis. prefixo(s) — |
| E.212 Mobile código país(s) 528 | OTAN Cód três-letras —   | OTAN Cód duas-letras (obsoleto) — | LOC MARC código(s) BX             |
| ITU Marítima ID (s) —           | ITU código de letras BRU | FIPS código de país(es) BX        | Licença código chapa BRU          |
| GS1 GTIN prefixo(s) —           | UNDP códigos de país BRU | WMO códigos de país BD            | ITU prefixos indicativo V8A-V8Z   |

## Bulgária
| ISO 3166-1 numérico 100         | ISO 3166-1 alfa-3 BGR    | ISO 3166-1 alfa-2 BG              | ICAO cod aeroporto prefixo(s) LB  |
| E.164 cód tel(s) +359           | COI cód país —           | TLD cod país .bg                  | ICAO aeronave regis. prefixo(s) — |
| E.212 Mobile código país(s) 284 | OTAN Cód três-letras —   | OTAN Cód duas-letras (obsoleto) — | LOC MARC código(s) BU             |
| ITU Marítima ID (s) —           | ITU código de letras BUL | FIPS código de país(es) BU        | Licença código chapa BG           |
| GS1 GTIN prefixo(s) 380         | UNDP códigos de país BUL | WMO códigos de país BU            | ITU prefixos indicativo LZA-LZZ   |

## Burkina Faso
| ISO 3166-1 numérico 854         | ISO 3166-1 alfa-3 BFA    | ISO 3166-1 alfa-2 BF              | ICAO cod aeroporto prefixo(s) DF  |
| E.164 cód tel(s) +226           | COI cód país —           | TLD cod país .bf                  | ICAO aeronave regis. prefixo(s) — |
| E.212 Mobile código país(s) 613 | OTAN Cód três-letras —   | OTAN Cód duas-letras (obsoleto) — | LOC MARC código(s) UV             |
| ITU Marítima ID (s) —           | ITU código de letras BFA | FIPS código de país(es) UV        | Licença código chapa BF           |
| GS1 GTIN prefixo(s) —           | UNDP códigos de país BKF | WMO códigos de país HV            | ITU prefixos indicativo XTA-XTZ   |

## Burundi
| ISO 3166-1 numérico 108         | ISO 3166-1 alfa-3 BDI    | ISO 3166-1 alfa-2 BI              | ICAO cod aeroporto prefixo(s) HB  |
| E.164 cód tel(s) +257           | COI cód país —           | TLD cod país .bi                  | ICAO aeronave regis. prefixo(s) — |
| E.212 Mobile código país(s) 642 | OTAN Cód três-letras —   | OTAN Cód duas-letras (obsoleto) — | LOC MARC código(s) BD             |
| ITU Marítima ID (s) —           | ITU código de letras BDI | FIPS código de país(es) BY        | Licença código chapa BU           |
| GS1 GTIN prefixo(s) —           | UNDP códigos de país BDI | WMO códigos de país BI            | ITU prefixos indicativo 9UA-9UZ   |

## Butão
| ISO 3166-1 numérico 064         | ISO 3166-1 alfa-3 BTN    | ISO 3166-1 alfa-2 BT              | ICAO cod aeroporto prefixo(s) VQ  |
| E.164 cód tel(s) +975           | COI cód país —           | TLD cod país .bt                  | ICAO aeronave regis. prefixo(s) — |
| E.212 Mobile código país(s) 402 | OTAN Cód três-letras —   | OTAN Cód duas-letras (obsoleto) — | LOC MARC código(s) BT             |
| ITU Marítima ID (s) —           | ITU código de letras BTN | FIPS código de país(es) BT        | Licença código chapa BHT          |
| GS1 GTIN prefixo(s) —           | UNDP códigos de país BHU | WMO códigos de país B2            | ITU prefixos indicativo A5A-A5Z   |